# Magerstein
Magerstein (wł. Monte Magro) to szczyt w grupie Rieserfernergruppe, w Wysokich Taurach w Alpach Wschodnich. Leży w północnych Włoszech, w Południowym Tyrolu. Leży między dolinami Valle di Anterselva (Antholzer Tal), a Valle di Riva (Reinz Tal). Na szczyt można dostać się drogami ze schronisk Rifugio Vedretta di Ries (Riesfernerhütte) (2790 m) i Rifugio Roma (Hochgalhütte, Kasselerhütte) (2276 m).
Ze szczytu dobrze widać Hochgall, Wildgall, Fernerkofel, Schneebiger Nock oraz Antholz z jeziorem Lago di Anterselva.
Pierwszego wejścia, 10 lipca 1878 r., dokonali Kirchler, Reuschle i Seyerlein.